# Madanbhavi, Sampgaon
Madanbhavi là một làng thuộc tehsil Sampgaon, huyện Belgaum, bang Karnataka, Ấn Độ.